# Georgi Georgiev
Georgi Georgiev (Pazardzhik, 30 de janeiro de 1976) é um judoca búlgaro.
Foi medalhista de bronze nos Jogos Olímpicos de 2004 em Atenas, além de ter obtido 3 medalhas de bronze em campeonatos europeus de judô.